# Basilika Maria Geburt (Xagħra)

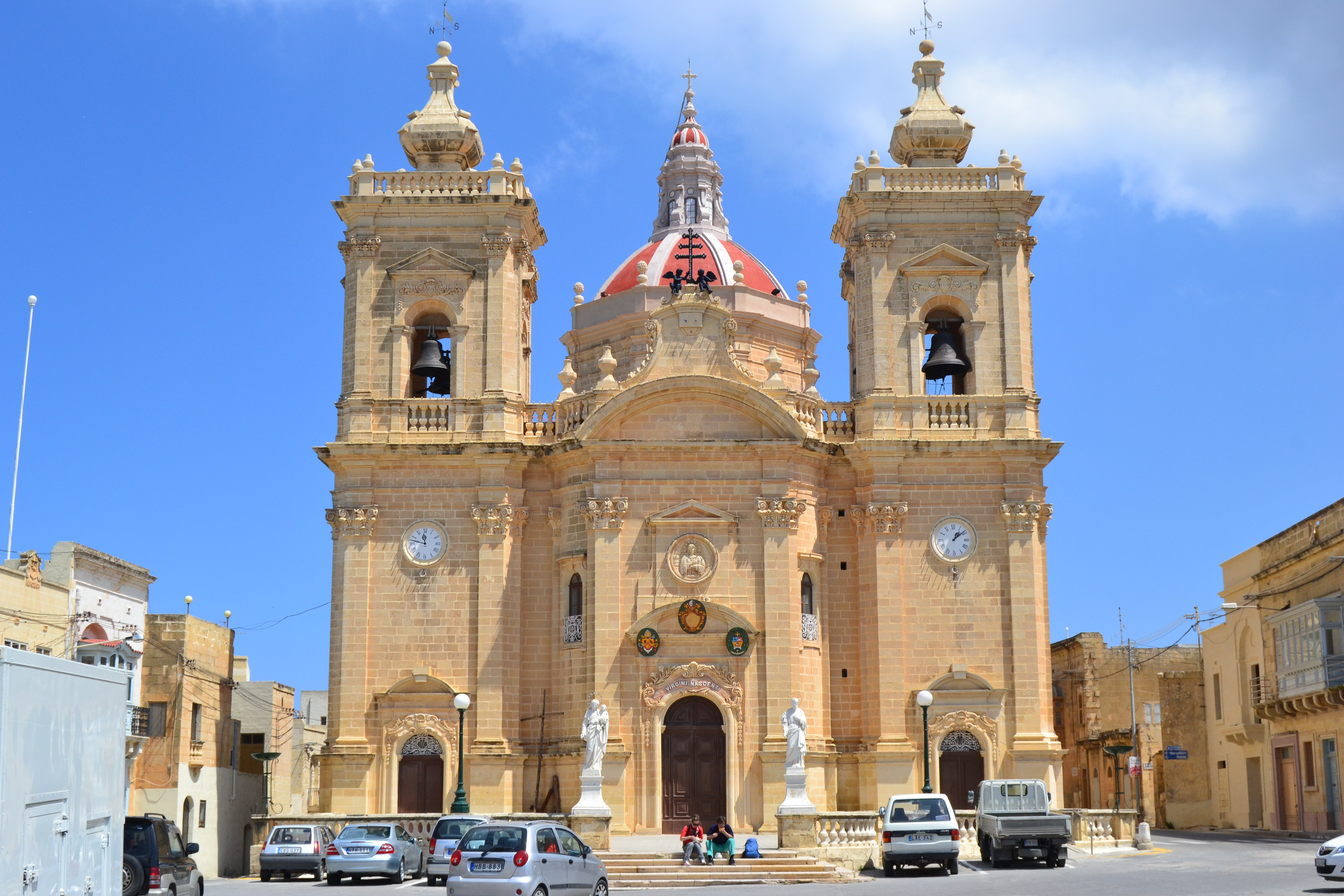
Basilika Maria Geburt in Xagħra

Die Basilika der Geburt der Jungfrau Maria (maltesisch Il-Bażilika ta’ Marija Bambina, örtlich kurz Il-Bambina genannt) ist eine Kirche in Xagħra auf Gozo im Bistum Gozo. Der Patronatstag Mariä Geburt erinnert zugleich an den 8. September 1565, an dem die Belagerung von Malta zu Ende ging. Daher heißt die Kirche auch Maria vom Siege.

## Geschichte
An der Stelle der jetzigen Kirche stand vorher bereits eine ältere Kirche. Die Grundsteinlegung der heutigen Kirche erfolgte im Oktober 1815, die Kirchweihe war am 26. Mai 1878. 1967 wurde sie von Papst Paul VI. in den Stand einer Basilica minor erhoben.

## Bauwerk
Die Marienbasilika von Xagħra ist, trotz ihrer Entstehung im 19. Jahrhundert, wie viele andere maltesische Kirchen noch ganz im Barockstil gehalten. Das dreischiffige Langhaus mündet in ein Querhaus, hinter dem sich der Chor öffnet. Über der Vierung steht eine Tambourkuppel. Die Portalfassade wird von zwei Türmen flankiert.
Das prächtige Kircheninnere mit zahlreichen Seitenkapellen ist vollständig mit Marmor ausgekleidet und mit Skulpturen und Wandgemälden ausgeschmückt. Das bedeutendste Stück ist jedoch die Statue „il-Bambina“, eine Statue der Jungfrau Maria, die 1878 aus Marseille auf die Insel Gozo kam.